# 岡優里佳
岡 優里佳（おか　ゆりか、2003年10月23日 - ）は、日本の女性プロレスラー。大阪府枚方市出身。センダイガールズプロレスリング所属。血液型A型。

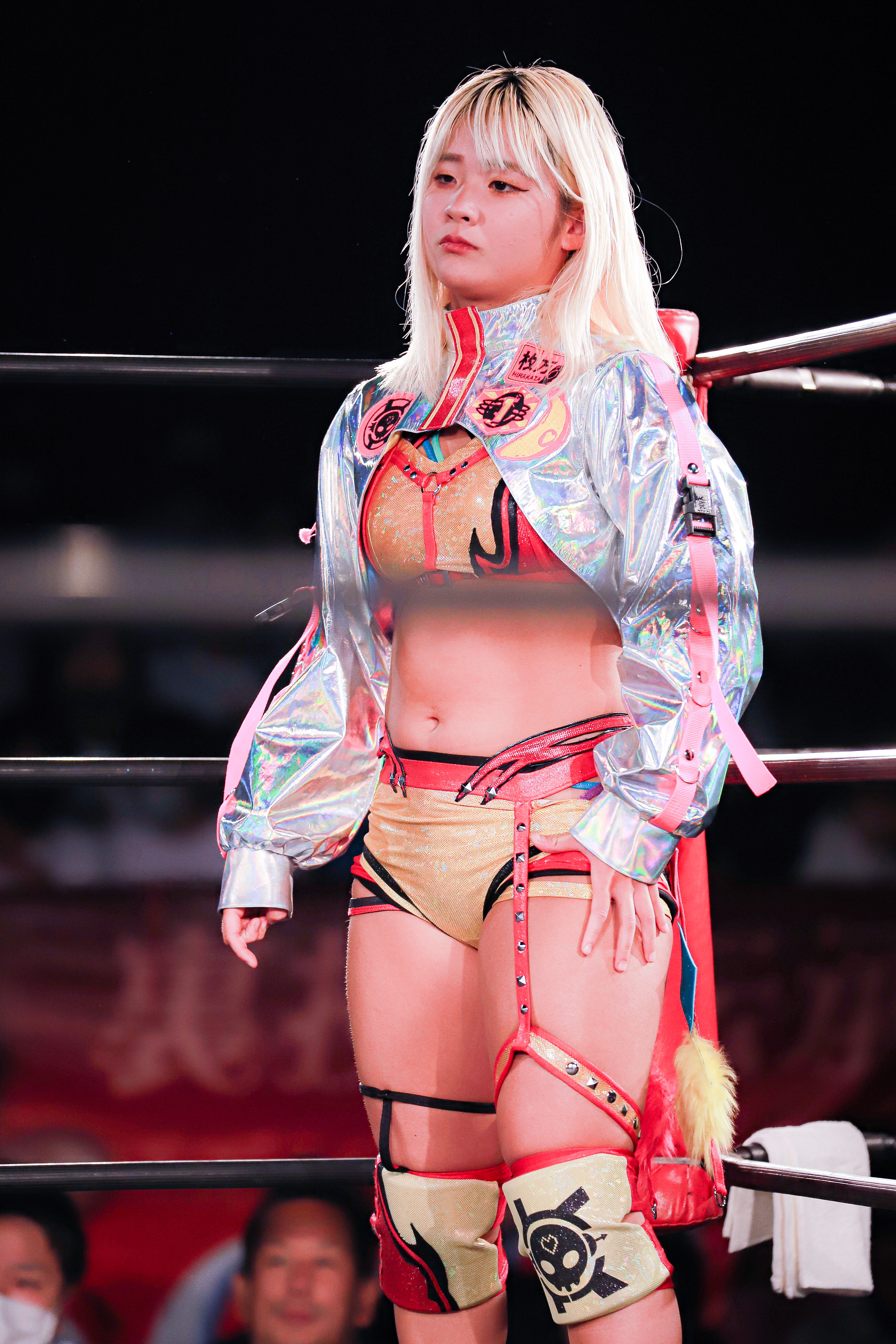
2023.05.16 SareeeISM新宿FACE大会 岡優里佳選手

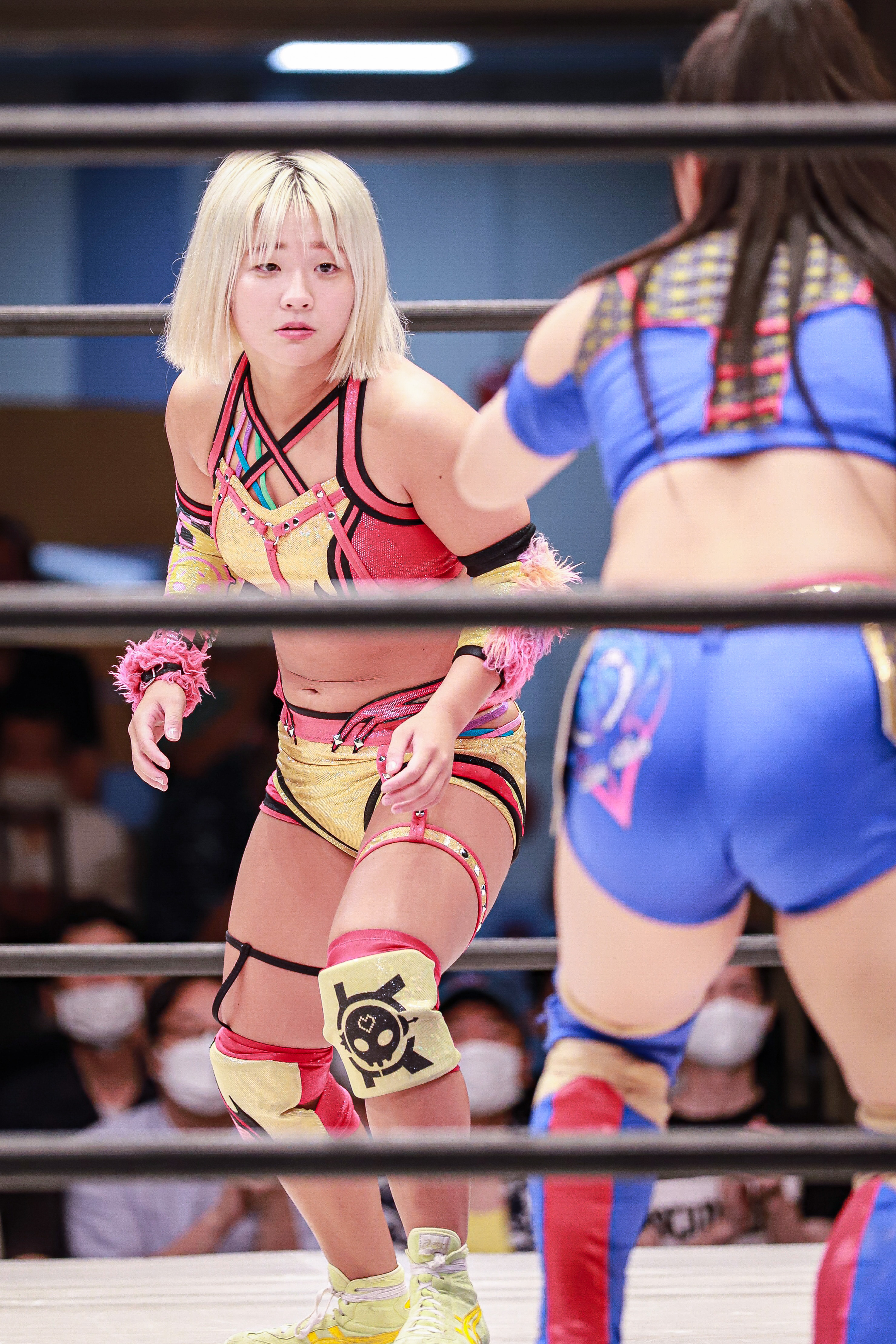
2023.07.16 仙女後楽園ホール大会 岡優里香選手

## 所属
- センダイガールズプロレスリング（2019年 -  ）

## 来歴・戦績
2019年
- 4月、練習生としてセンダイガールズプロレスリングに入門。[1]
- 8月31日、センダイガールズプロレスリング新木場大会にて試合前の公開プロテストに合格してセンダイガールズプロレスリングに入団。
尚、岡は過去に1度プロテストに不合格になっており、2回目の受験にしての合格であった。[3]
- 9月28日、センダイガールズプロレスリング大阪アゼリア大正ホール大会にてDASH・チサコとのシングルマッチで15歳にしてプロデビュー。
7分16秒、ノーザンライトスープレックスホールドで敗北。[4]

2020年
- センダイガールズプロレスリング主催のキャリア3年未満の選手によるオールスター戦のじゃじゃ馬トーナメントに出場し、
1回戦でワールド女子プロレス・ディアナ所属の梅咲遥と対戦するもラ･マヒストラルで敗北。
しかしながら1回戦に勝利した駿河メイの棄権により行われた敗者復活6人タッグマッチ（金子夏穂 ＆ Maria ＆ AKARI VS 岡優里佳 ＆ 花穂ノ利 ＆ ななみ）にて金子からオカロックで勝利を奪い2回戦進出が決定。[5]
2回戦ではMarvelous所属の星月芽依と対戦するが変形足四の字固めでギブアップ負け。

2021年
- 抗争が激化したMarvelousとの対抗戦では最前線で活躍。
1月12日、Marvelous新木場大会では6人タッグマッチ(岡優里佳 ＆ 愛海 ＆ 金子夏穂 VS 神童ミコト ＆ Maria ＆ 響)で
自身よりキャリアで遥かに勝る響から腕ひしぎ十字固めでギブアップ勝ちを収め、大金星を挙げる。[6]
- 6月27日、センダイガールズプロレスリング新潟市体育館大会にて星月芽依の保持するセンダイガールズワールドジュニア王座に挑戦。
10分47秒、オカロックで勝利し、第7代センダイガールズワールドジュニア王者に君臨すると共に他団体に流出していた王座の奪回に成功した。[7]
- センダイガールズワールドジュニア王座を保持したままじゃじゃ馬トーナメントに出場。
1回戦でワールド女子プロレス・ディアナ所属のマドレーヌを、2回戦でSEAdLINNNG所属の海樹リコを撃破し、決勝戦に進出。[8][9]

2022年
- じゃじゃ馬トーナメント決勝戦でワールド女子プロレス・ディアナ所属の梅咲遥と対戦するも、11分36秒、変形アメジストクロスに沈み準優勝となった。[10]
- 2月27日、センダイガールズプロレスリング新潟県長岡市アオーレ長岡大会にてJTO所属の稲葉ともかを挑戦者に迎え、センダイガールズワールドジュニア王座の防衛戦を行うが、10分17秒、一撃必殺ともか蹴りから3カウントを奪われ、4度目の防衛に失敗すると共に王座から陥落した。[11]
- 2022年4月15日『後楽園ホール60周年還暦祭』にタッグマッチで出場[12]。宝山愛と組むも、藤本つかさ＆中島安里紗組に敗北。

2024年
- 2月11日、センダイガールズプロレスリング新宿FACE大会にて、桃野美桜とのタッグ（のちに「ボブボブモモバナナ」と命名）で「チーム200キロ」（橋本千紘＆優宇）の保持するセンダイガールズワールドタッグ王座に挑戦するも、20分54秒、橋本千紘のバズ・ソイヤー（パワースラム）に敗れる[13]。
- 6月9日、センダイガールズプロレスリング新宿FACE大会にて、桃野美桜との「ボブボブモモバナナ」で「愛海と水波」（愛海＆水波綾）の保持するセンダイガールズワールドタッグ王座に挑戦するも、敗北。試合後、即座に再戦を要求し、王者組もこれを認めて7月15日後楽園大会にて再戦決定。7月15日、センダイガールズプロレスリング後楽園大会での再挑戦にて、オカティカ→オカロックで愛海から勝利。第19代センダイガールズワールドタッグ王座を戴冠[14][15]。
- 10月27日、マーベラス名古屋国際会議場大会にて、「チーム200キロ」（橋本千紘＆優宇）の保持するAAAWタッグ王座に王者組からの指名を受ける形で桃野美桜との「ボブボブモモバナナ」で挑戦し、これを奪取。第21代AAAWタッグ王座を戴冠[16]。
- 12月8日、センダイガールズプロレスリング『女子プロレスBIGSHOW in 仙台』にて、桃野美桜との「ボブボブモモバナナ」でVENY＆レナ・クロス組の保持するセンダイガールズワールドタッグ王座に挑戦し、オカティカでレナ・クロスから勝利。第22代センダイガールズワールドタッグ王座を戴冠[17]。

## タイトル歴
センダイガールズプロレスリング
- センダイガールズワールドジュニア王座（第7代）
- センダイガールズワールドタッグ王座（第19代・第22代 w/ 桃野美桜）

Marvelous
- AAAWタッグ王座（第21代 w/ 桃野美桜）

## 得意技
旋回式フライングボディプレス
オカロック
フィッシャーマンズ・スープレックス
プランチャ
ドロップキック
オカティカ

## 入場テーマ曲
- SCANDAL「瞬間センチメンタル」

## 人物
- 里村明衣子の試合を見てプロレスラーを志す。[1]
- 好物はバナナ。[1]
- 好きな有名人はエル・テレサ。[1]
- 趣味は音楽鑑賞。[1]

## その他
- 仙女グローカルチャンネルでは自己紹介で「どろんこゆりかです！」と大声で叫んで、ポーズを決める。 
この名前と動きは、創作ダンスの企画で「泥がついたほっぺたも」という歌詞の振り付けを担当したことが由来。[18]